# Vi är ett folk på vandring
Vi är ett folk på vandring är en psalm av Britt G. Hallqvist, skriven 1981, med musik skriven 1981 av den norske kompositören Egil Hovland. Psalmen återfinns med nummer 617 under rubriken "Framtiden och hoppet – pilgrimsvandringen", i Den svenska psalmboken 1986 och den består av tre verser.

## Publicerad i
- Psalmer och Sånger 1987 som nr 724 under rubriken "Framtiden och hoppet - Pilgrimsvandringen".[1]
- Psalmen finns även i "Sång i Guds värld" Tillägg till Svensk psalmbok för den evangelisk-lutherska kyrkan i Finland 2015 som nummer 933 och under rubriken "Pilgrimsvandring".